# Harry Kupfer
Harry Alfred Robert Kupfer (* 12. August 1935 in Berlin; † 30. Dezember 2019 ebenda) war ein deutscher Opernregisseur und Operndirektor.

## Leben und Wirken
Harry Kupfer begann seine Karriere in den 1950er Jahren in der DDR. Zunächst studierte er von 1953 bis 1957 Theaterwissenschaft an der Theaterhochschule Leipzig. Danach ging er als Regieassistent ans Landestheater Halle und debütierte dort 1958 mit seiner Inszenierung von Antonín Dvořáks Rusalka. Von 1958 bis 1962 war er Oberspielleiter der Oper am Stralsunder Theater. Die gleiche Funktion erfüllte er von 1962 bis 1966 in Karl-Marx-Stadt unter Operndirektor Carl Riha. Es folgten Engagements von 1966 bis 1972 als Operndirektor am Nationaltheater Weimar und in derselben Funktion von 1972 bis 1981 am Staatstheater Dresden. In die Dresdner Zeit fallen viele wichtige Regiearbeiten Kupfers, mit denen er international bekannt wurde (darunter Schönbergs Moses und Aron und mehrere Uraufführungen von Werken Udo Zimmermanns). 1971 inszenierte er erstmals an der Berliner Staatsoper: Die Frau ohne Schatten von Richard Strauss. Seine erste Arbeit im Ausland war 1973 Elektra von Richard Strauss am Opernhaus Graz.
Von 1977 bis 1981 hatte Harry Kupfer eine Professur an der Hochschule für Musik Carl Maria von Weber Dresden inne. 1981 wurde ihm die künstlerische Leitung („Chefregisseur“) der Komischen Oper in Berlin übertragen. Hier avancierte er zu einem der profiliertesten Opernregisseure Europas und inszenierte unter anderem einen viel beachteten Mozart-Zyklus. 2002 verabschiedete er sich mit der Inszenierung von Benjamin Brittens Oper The Turn of the Screw von der Komischen Oper. Kupfer erhielt für die Inszenierung den Bayerischen Theaterpreis.
Harry Kupfer erarbeitete in seiner Laufbahn mehr als 175 Inszenierungen; insbesondere Strauss, Wagner und Mozart gehörten zum Kernrepertoire seines Schaffens. Neben seinem Wirken in Weimar, Dresden und Berlin gastierte er noch zu Zeiten der DDR in Graz, Kopenhagen, Amsterdam, Cardiff, London, Wien, Salzburg, Barcelona, San Francisco, Moskau, Zürich und Westdeutschland. Bei den Bayreuther Richard-Wagner-Festspielen inszenierte er 1978 den Fliegenden Holländer und 1988 den Ring des Nibelungen. Gemeinsam mit dem Komponisten Krzysztof Penderecki schrieb er das Libretto zu dessen Oper Die schwarze Maske (nach Gerhart Hauptmann) und inszenierte die Uraufführung bei den Salzburger Festspielen 1986. Auch in der Sparte Musical war Harry Kupfer erfolgreich. So inszenierte er 1992 das Musical Elisabeth im Theater an der Wien. Am Gran Teatre del Liceu Barcelona inszenierte Kupfer von 2003 bis 2004 erneut Wagners Ring und wurde dafür zum „Besten Regisseur“ gewählt. Zu Kupfers letzten Regiearbeiten zählt Der Rosenkavalier, den er 2014 für die Salzburger Festspiele erarbeitete; 2016 wurde die Inszenierung an der Mailänder Scala gezeigt. Seine letzte Inszenierung erfolgte im Frühjahr 2019 an der Komischen Oper mit Händels Poro.
Harry Kupfer arbeitete mit zahlreichen bedeutenden Dirigenten zusammen, darunter Claudio Abbado, Peter Gülke, Wolfgang Rennert, Gerd Albrecht, Hans Vonk, Herbert Blomstedt, Daniel Barenboim, Rolf Reuter, Sebastian Weigle, Colin Davis, Simone Young und Zubin Mehta. Zu den mit Kupfer arbeitenden Szenografen gehörten u. a. Reinhart Zimmermann, Peter Sykora, Valeri Lewenthal, Wilfried Werz, Hans Schavernoch und Frank Philipp Schlößmann.
Kupfer war Mitglied der Akademie der Künste in Berlin, der Freien Akademie der Künste Hamburg und Professor an der Hochschule für Musik Hanns Eisler Berlin. 2004 wurde er auf Vorschlag von Staatsopernintendant a. D. Hans Pischner zum ordentlichen Ehrenmitglied der Europäischen Kulturwerkstatt (EKW) Berlin-Wien berufen.
Kupfer war mit der Sopranistin und Gesangspädagogin Marianne Fischer-Kupfer (1922–2008) verheiratet; beider Tochter ist die Schauspielerin Kristiane Kupfer (* 1960). Harry Kupfer starb Ende 2019 nach längerer Krankheit im Alter von 84 Jahren in Berlin.

## Regiemethode
Harry Kupfers Arbeit stand in der Tradition des realistischen Musiktheaters, wie es von Walter Felsenstein entwickelt und vor allem in seinen Inszenierungen an der Komischen Oper Berlin erlebbar wurde. Nicht spekulative Meta-Ebenen, sondern die akribische Entwicklung der Interpretation aus den Implikationen des Werkes und den zeithistorischen bzw. aktuellen, zeitpolitischen Zusammenhängen zeichneten Kupfers Inszenierungen aus. Die szenischen Vorgänge, die Konflikte und der dramatische Handlungsbogen wurden in einer angestrebten Synthese von Partitur, Figurenbeziehungen und Zeitgeschichte gewonnen. Eine differenzierte Probenarbeit mit den Sängern (die bei ihm immer als Darsteller mit schauspielerischen Qualitäten gefordert waren) und dem Chor schafften die Lebendigkeit und Glaubwürdigkeit, die seine Arbeiten kennzeichneten. Er schloss sich hierin dem Bekenntnis Giorgio Strehlers zum „menschlichen Theater“ an. Dabei stellte Kupfer vor allem die Figuren, Handlungsmuster und Ausstattung – der Brechtschen Methode des dialektischen Theaters folgend – immer in historisch-politische zeitaktuelle Zusammenhänge, die die Handlung sowie die Ästhetik des Werkes hinsichtlich Kostüme, Bühnenbild und Ausstattung mitbestimmten.

## Inszenierungen (Auswahl)
- 1966: Richard Wagner: Tannhäuser, Nationaltheater Weimar, ML: Gerhard Pflüger
- 1967: Richard Strauss: Salome, Nationaltheater Weimar, ML: Gerhard Pflüger
- 1971: Richard Strauss: Die Frau ohne Schatten, Berliner Staatsoper, ML: Otmar Suitner
- 1972: Wolfgang Amadeus Mozart Die Hochzeit des Figaro, Staatstheater Dresden, ML: Siegfried Kurz
- 1972: Giuseppe Verdi: Otello, Berliner Staatsoper, ML: Wolfgang Rennert
- 1973: Udo Zimmermann: Levins Mühle, Uraufführung, Staatstheater Dresden, ML: Siegfried Kurz
- 1975: Arnold Schönberg: Moses und Aron, DDR-Erstaufführung, Staatstheater Dresden, ML: Siegfried Kurz
- 1975: Richard Wagner: Tristan und Isolde, Staatstheater Dresden, ML: Marek Janowski
- 1975: Alban Berg: Wozzeck, Opernhaus Graz, ML: Gustav Erny
- 1976: Alexander Borodin: Fürst Igor, Königliches Theater Kopenhagen, ML Wolfgang Rennert
- 1976: Udo Zimmermann: Der Schuhu und die fliegende Prinzessin, Uraufführung, Staatstheater Dresden, ML: Max Pommer
- 1977: Richard Strauss: Elektra, De Nederlandse Operastichting, Amsterdam, ML Michael Gielen
- 1977: Richard Wagner: Parsifal, Berliner Staatsoper, ML: Otmar Suitner
- 1977: Nikolai Rimski-Korsakow: Das Märchen vom Zaren Saltan, Staatstheater Dresden, ML: Siegfried Kurz
- 1978: Richard Wagner: Der fliegende Holländer, Bayreuther Festspiele, ML: Dennis Russell Davies
- 1979: Rainer Kunad: Vincent, Uraufführung, Staatstheater Dresden, ML: Peter Gülke
- 1979: Alban Berg: Lulu, Oper Frankfurt am Main, ML: Michael Gielen
- 1980: Pjotr Iljitsch Tschaikowski: Eugen Onegin, Staatstheater Dresden, ML: Herbert Blomstedt
- 1981: Leoš Janáček: Jenůfa, Oper Köln, ML: Gerd Albrecht
- 1981: Richard Wagner: Die Meistersinger von Nürnberg, Komische Oper, Berlin, ML: Rolf Reuter
- 1982 bis 1990: Mozart-Zyklus (1982 Die Entführung aus dem Serail, 1984 Così fan tutte, 1986 Die Zauberflöte, 1986 Die Hochzeit des Figaro, 1987 Don Giovanni, 1990 Idomeneo), Komische Oper, Berlin
- 1983: Aribert Reimann: Lear, Komische Oper, Berlin, ML: Hartmut Haenchen
- 1984: Giacomo Puccini: La Bohème, Komische Oper Berlin, Volksoper Wien (im Repertoire), ML: Ernst Märzendorfer
- 1984: Georg Friedrich Händel: Giustino, Komische Oper, Berlin, ML: Hartmut Haenchen
- 1985: Georg Friedrich Händel: Belsazar, Hamburgische Staatsoper, ML: Gerd Albrecht
- 1985: Bedřich Smetana: Die verkaufte Braut, Komische Oper Berlin, ML: Rolf Reuter
- 1986: Krzysztof Penderecki: Die schwarze Maske, Salzburger Festspiele, ML: Woldemar Nelson
- 1987: Bernd Alois Zimmermann: Die Soldaten, Württembergisches Staatstheater Stuttgart, ML: Dennis Russell Davies
- 1988: Richard Wagner: Der Ring des Nibelungen, Bayreuther Festspiele, ML: Daniel Barenboim
- 1989: Richard Strauss: Elektra, Wiener Staatsoper, ML: Claudio Abbado
- 1989: Pjotr Iljitsch Tschaikowski: Die Jungfrau von Orleans, Bayerische Staatsoper München, ML: Gerd Albrecht
- 1991: Georg Katzer: Antigone oder die Stadt, Uraufführung, Komische Oper, Berlin, ML: Jörg Peter Weigle
- 1992: Richard Wagner: Parsifal, Staatsoper Berlin, ML: Daniel Barenboim
- 1993: Hector Berlioz: La damnation de Faust, Royal Opera House, Coventgarden, London, ML: Colin Davis
- 1994: Modest Mussorgski: Chowanschtschina, Hamburgische Staatsoper, ML: Gerd Albrecht
- 1995: Richard Wagner: Die Meistersinger von Nürnberg, De Nederlandse Opera Amsterdam, ML: Gerd Albrecht
- 1995: Nikolai Rimski-Korsakow: Die Legende von der unsichtbaren Stadt Kitesch, Bregenzer Festspiele, ML: Vladimir Fedoseyev
- 1996: Richard Wagner: Lohengrin, Staatsoper Berlin, ML: Daniel Barenboim
- 1997: Giuseppe Verdi: Macbeth, Bayerische Staatsoper München, ML: Mark Elder
- 1998: Hans Werner Henze: König Hirsch, Komische Oper Berlin, ML: Yakov Kreizberg
- 1999: Michael Kunze/Sylvester Levay: Mozart, Uraufführung, Theater an der Wien, ML: Caspar Richter
- 2000: Wolfgang Amadeus Mozart: Titus, Komische Oper Berlin, ML: Yakov Kreizberg
- 2000: Aribert Reimann: Bernarda Albas Haus, Uraufführung, Bayerische Staatsoper München, ML: Zubin Mehta
- 2001: Othmar Schoeck: Penthesilea, Florenz, ML: Gerd Albrecht
- 2002: Benjamin Britten: The Turn of the Screw, Komische Oper Berlin, ML: Matthias Foremny
- 2003/04: Richard Wagner: Der Ring des Nibelungen, Gran Teatre del Liceu, Barcelona, ML: Sebastian Weigle
- 2005: Kurt Weill: Aufstieg und Fall der Stadt Mahagonny, Semperoper, ML: Sebastian Weigle
- 2010: Richard Strauss: Ariadne auf Naxos, Theater an der Wien, ML: Bertrand de Billy
- 2014: Richard Strauss: Der Rosenkavalier, Salzburger Festspiele, ML: Franz Welser-Möst
- 2014: Richard Wagner: Parsifal, New National Theatre, Tokio, ML: Taijiro Iimori
- 2015: Michail Glinka: Iwan Sussanin, Oper Frankfurt, ML: Sebastian Weigle
- 2016: Ludwig van Beethoven: Fidelio, Staatsoper Berlin, ML: Daniel Barenboim
- 2016: Dmitri Schostakowitsch: Lady Macbeth von Mzensk, Bayerische Staatsoper, ML: Kirill Petrenko
- 2018: Giuseppe Verdi: Macbeth, Staatsoper Unter den Linden, ML: Daniel Barenboim
- 2019: Georg Friedrich Händel: Poros, Komische Oper Berlin, ML: Jörg Halubek[8]

## Auszeichnungen (Auswahl)
- 1968: Kunstpreis der DDR
- 1983: Nationalpreis der DDR I. Klasse für Kunst und Literatur
- 1985: Deutscher Kritikerpreis
- 1993: Frankfurter Musikpreis
- 1994: Verdienstorden des Landes Berlin
- 1994: Berliner Bär (B.Z.-Kulturpreis)
- 2002: Großes Bundesverdienstkreuz mit Stern
- 2004: Ehrenmitglied der Europäischen Kulturwerkstatt (EKW) Berlin-Wien
- 2005: Silbernes Blatt der Dramatiker Union

## Zitate

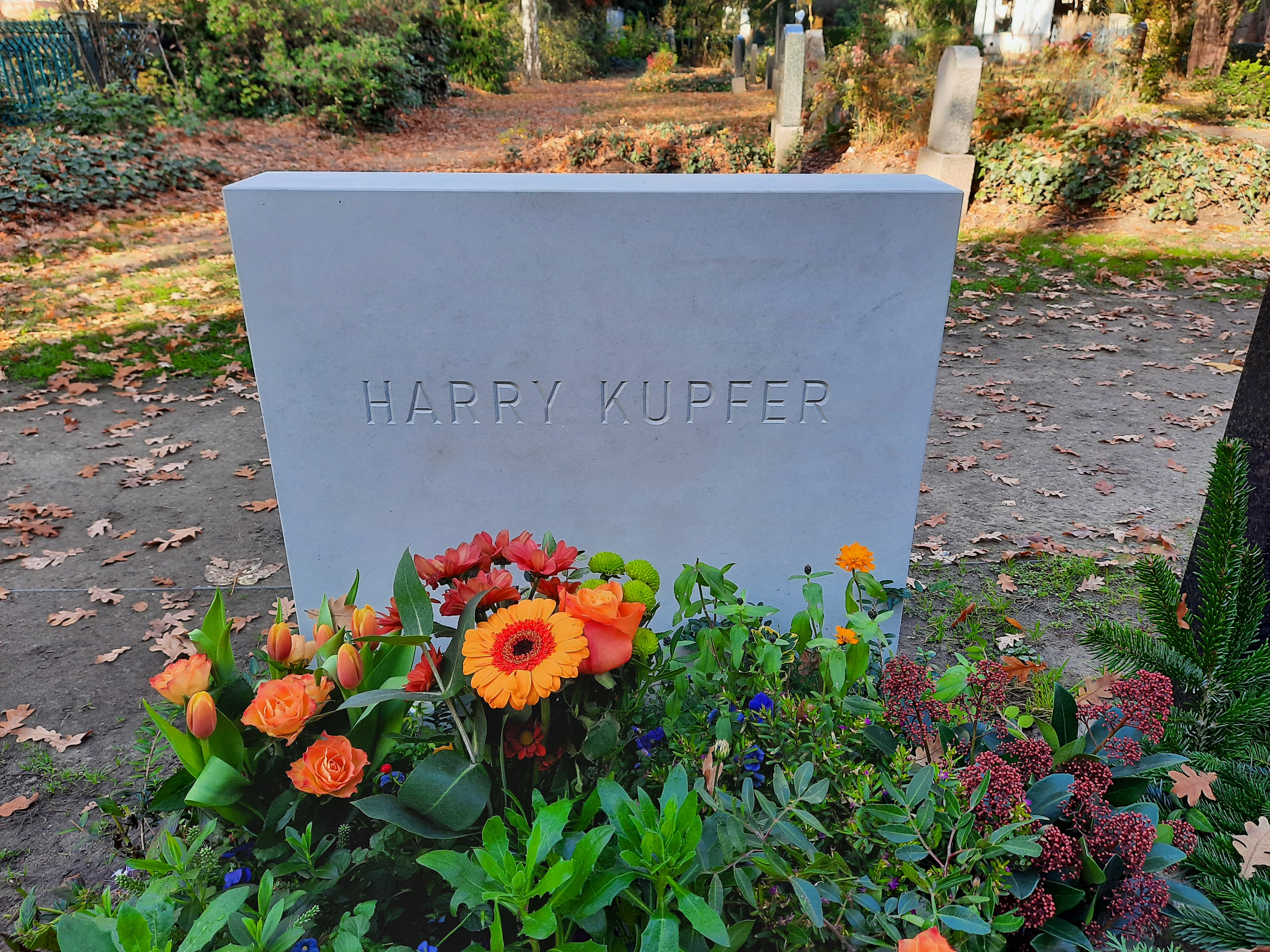
Harry Kupfers Grabstein auf dem Dorotheenstädtischen Friedhof in Berlin

- „Ich möchte alle Fragen der Welt in dieser schönen totalen Kunstform, der Oper, durchspielen, um dabei Vorschläge zu machen für das Zusammenleben der Menschen.“ Harry Kupfer[9]
- „Das Schöne ist beim Harry, dass alles, was er sagt, aus einer tiefen Werkkenntnis kommt. Seine Vorschläge und Lösungen verstoßen nie gegen die Musik, auch wenn man manchmal im ersten Augenblick diesen Eindruck hat.“ Wolfgang Wagner
- „Seit meine Zusammenarbeit mit ihm begann, erzähle ich jedem, der es hören will oder auch nicht, dass ich Harry Kupfer für den wichtigsten Regisseur der Musikszene halte.“ Gerd Albrecht[10]